# Anaphalis yangii
Anaphalis yangii là một loài thực vật có hoa trong họ Cúc. Loài này được Y.L.Chen & Y.L.Lin mô tả khoa học đầu tiên năm 2003.